# Clodi Glabre
Clodi Glabre (en llatí Clodius Glaber o potser Caius Claudius Glaber) va ser pretor romà l'any 73 aC. Intentà aturà a Espàrtac i el seu exèrcit d'esclaus durant la Tercera Guerra Servil. Les forces de Glabre (una milícia formada per uns 3000 homes) assetjaren als esclaus prop del Vesuvi, bloquejant l'únic camí conegut que baixava de la muntanya, però fracassaren a l'intent.